# 渡辺保
渡辺 保（わたなべ たもつ、1936年〈昭和11年〉1月10日 - ）は、日本の歌舞伎研究・批評家。放送大学名誉教授・日本芸術院会員。本名は渡辺 邦夫、東京都出身・東京都港区在住。祖父はかつて東京屈指の資産家だった東京渡辺銀行頭取の10代 渡辺治右衛門。曽祖父は政治家の9代 渡辺治右衛門。

## 来歴
- 東京生まれ。父は元横浜正金銀行行員で、渡辺治右衛門 (10代目)の長男・源一[4][5][6]。母・輝子は福島経済界の「巨人」と称された10代 吉野周太郎の外孫[7][8]。
- 1941年（昭和16年）12月8日 生まれて初めて歌舞伎を見物する。この時に六代目尾上菊五郎の『義経千本桜』の狐忠信と歌舞伎舞踊の『羽根の禿』と『浮かれ坊主』に強い衝撃を受ける。
- 慶應義塾普通部、慶應義塾高等学校、慶應義塾大学経済学部卒業後、東宝に入社。7年間東京宝塚劇場に勤務ののち、演劇部に移り菊田一夫の下で働く[9]。新劇批評を書いていた。
- 1965年（昭和40年）六代目中村歌右衛門を論じた『女形の運命』で芸術選奨新人賞を受賞、以後歌舞伎の批評家として活躍。
- 1993年　「歌舞伎史における四代目市川團十郎の位置」で慶大文学博士。
- 1994年―2002年　淑徳大学教授
- 2000年1月よりウェブサイトで歌舞伎批評を始める。同年オープンしたルネッサながとの初代芸術監督を務める。
- 2002年　放送大学教授
- 2004年、『悲劇喜劇』6月号の特集「新しい場所に演劇が芽生える」に「発信する劇場―ルネッサながと」を寄稿。
- 2006年　退任、名誉教授。
- 2017年、日本芸術院会員に選ばれる。
- 2024年、文化功労者に選ばれる。顕彰式は11月5日に東京・虎ノ門の「The Okura Tokyo」にて開催[10][2]。

## 活動
古典から近代劇まで演劇全般に詳しい。また、芸能花舞台（NHK教育）にゲストとしてたびたび出演している。
『千本桜』を書いた際、依頼に来た編集者が「渡辺さんは、義経について書いているから…」と言って、歴史学者の渡辺保の『源義経』を取り出したという。
またフランス演劇の渡邊守章とも一時期親しく、「保さん」「守章さん」と呼び合っていた。
演劇誌『テアトロ』にて「田舎の人は演劇よりも北島三郎ショーの方が好きなんだ」と発言した。
歌舞伎評論家の重鎮として観劇の心得をテーマにしたインタビューでは、歌舞伎が創始された江戸時代の日本人の識字率が高くなかった事や照明・舞台美術も簡素だった事情により、役者の身体表現に重点が置かれていた。セリフやストーリーの全てを頭で分かろうとするのではなく、先ずは空間に役者が造形する役柄の感情をしっかり見る事・姿を味わう事が大事だと述べている。
またNHKカルチャー青山教室に於いて開催の『今月の芝居・来月の芝居 歌舞伎をもっと愉しむ』という講座が好評で10年以上続いており、webサイトで綴る劇評には書き難い突っ込んだ内容も語っている（2024年11月時点）。
代表作は『女形の運命』（1974年、全国書誌番号:75047694）。

## ウェブサイト批評開始の理由
2000年より自身のウェブサイトで歌舞伎批評を始めたのは、新聞などで厳しいことを言うと、興行元（松竹）から新聞に圧力がかかるからだ、と述べている。

## 受賞・栄典
- 1974年 『女形の運命』で第25回芸術選奨新人賞（評論等の枠で受賞[15]）
- 1982年 『忠臣蔵 もう一つの歴史感覚』で平林たい子文学賞、河竹賞
- 1986年 『娘道成寺』で第38回読売文学賞研究・翻訳賞[16]
- 1994年 『昭和の名人豊竹山城少掾』で吉田秀和賞
- 1995年 『四代目市川団十郎』で第45回芸術選奨文部大臣賞[15]
- 1998年 『黙阿弥の明治維新』で第49回読売文学賞評論・伝記賞[17]
- 2000年 紫綬褒章
- 2009年 旭日小綬章[18]
- 2013年 『明治演劇史』で河竹賞（再受賞）
- 2017年 日本芸術院賞・恩賜賞
- 2024年 文化功労者[10][2]

## 著作
- 『歌舞伎に女優を』牧書店（自費出版） 1965年、全国書誌番号:65004175 - 処女作
- 『女形の運命』紀伊國屋書店、1974年、筑摩叢書、1991年、岩波現代文庫　2002年
- 『忠臣蔵 もう一つの歴史感覚』白水社〈白水叢書〉、1981年、中公文庫　1985年、講談社学術文庫　2013年
- 『俳優の運命』講談社、1981年
- 『歌舞伎手帖』駸々堂出版、1982年、講談社　2001年、角川ソフィア文庫　2012年
- 『歌舞伎の役者たち』駸々堂出版、1983年
- 『劇評になにが起ったか』駸々堂出版、1983年
- 『娘道成寺』駸々堂出版、1986年
- 『東洲斎写楽』講談社、1987年、講談社文庫　1990年
- 『歌舞伎 過剰なる記号の森』新曜社、1989年、ちくま学芸文庫　1993年
- 『中村勘三郎』講談社、1989年
- 『千本桜 花のない神話』東京書籍、1990年
- 『日本の舞踊』岩波新書、1991年
- 『歌舞伎という宇宙 私の古典鑑賞』筑摩書房、1991年
- 『仁左衛門の風格』河出書房新社、1993年
- 『昭和の名人豊竹山城少掾  魂をゆさぶる浄瑠璃』新潮社、1993年
- 『舞台という神話』新潮社、1994年
- 『四代目市川団十郎』筑摩書房、1994年
- 『歌舞伎劇評』朝日新聞社、1994年
- 『勧進帳 日本人論の原像』ちくま新書、1995年
- 『能のドラマツルギー 友枝喜久夫仕舞百番日記』角川書店、1995年、角川ソフィア文庫　2002年
- 『芝居の食卓』柴田書店、1996年、朝日文庫　2001年
- 『黙阿弥の明治維新』新潮社、1997年、岩波現代文庫　2011年
- 『芸の秘密』角川選書、1998年
- 『歌右衛門伝説』新潮社、1999年
- 『劇評家の椅子 歌舞伎を見る』朝日新聞社、2000年
- 『歌舞伎ナビ』マガジンハウス、2003年
- 『歌舞伎 型の魅力』角川書店、2004年、角川ソフィア文庫　2013年
- 『近松物語 埋もれた時代物を読む』新潮社、2004年
- 『歌舞伎のことば』大修館書店、2004年
- 『批評という鏡』マガジンハウス、2005年
- 『名女形・雀右衛門』新潮社、2006年、「女形とは　名女形雀右衛門」角川ソフィア文庫　2012年
- 『演劇入門 古典劇と現代劇』放送大学、2006年
- 『舞台を観る眼』角川学芸出版、2008年
- 『歌舞伎の見方』角川選書、2009年
- 『江戸演劇史』講談社、2009年
- 『渡辺保の歌舞伎劇評』角川学芸出版、2009年
- 『私の「歌舞伎座」ものがたり』朝日新書、2010年
- 『能ナビ 誰も教えてくれなかった能の見方』マガジンハウス、2011年
- 『私の歌舞伎遍歴　ある劇評家の告白』演劇出版社、2012年
- 『明治演劇史』講談社、2012年
- 『煙管の芸談』幻戯書房、2014年
- 『身体は幻』幻戯書房、2014年
- 『戦後歌舞伎の精神史』講談社、2017年
- 『演出家鈴木忠志 その思想と作品』岩波書店、2019年
- 『文楽ナビ』マガジンハウス、2020年
- 『吉右衛門　「現代」を生きた歌舞伎役者』慶應義塾大学出版会、2023年

### 共編著
- 編『カブキ・ハンドブック』新書館、1993年
- 編『カブキ101物語』新書館、1993年
- 三木竹二『観劇偶評』編、岩波文庫、2004年
- 『昭和演劇大全集』高泉淳子対談　平凡社、2012年
- 『二人の名優 二代目實川延若と三代目中村梅玉』山田庄一共著　演劇出版社、2016年

以下は私家版
- 『観劇ノート集成. 第1巻 (昭和27・28・29年)』インプレスR&D POD出版サービス、2020年
- 『観劇ノート集成. 第2巻 (昭和30年)』インプレスR&D POD出版サービス、2021年
- 『観劇ノート集成. 第3巻 (昭和31年)』インプレスR&D POD出版サービス、2021年
- 『観劇ノート集成. 第4巻 (昭和32年)』インプレスR&D POD出版サービス、2021年
- 『観劇ノート集成. 第5巻 (昭和33・4年)』インプレスR&D POD出版サービス、2022年
- 『観劇ノート集成. 第6巻 (昭和35-39年)』インプレスR&D POD出版サービス、2022年
- 『観劇ノート集成. 第7巻 (昭和41-49年)』PUBFUNネクパブ・オーサーズプレス、2023年
- 『観劇ノート集成. 第8巻 (昭和50-57年)』PUBFUNネクパブ・オーサーズプレス、2024年